# 아시아 교류 및 신뢰구축 회의
아시아 교류 및 신뢰구축 회의(CICA)는 유럽안보협력기구(OSCE)를 모델로 아시아 지역 내 상호 신뢰구축‧분쟁 예방을 위해 카자흐스탄 주도로 출범된 지역안보협의체(포럼)이다. 이 포럼은 아시아와 세계의 평화와 안보 사이에 밀접한 관계가 있다는 인식에 바탕을 두고 있다.
회원국들은 유엔 헌장에 대한 의지를 확인하면서도 모든 국가가 평화롭게 공존하고 국민이 평화, 자유, 번영 속에서 살아갈 수 있도록 아시아의 공통 안보 영역으로 이어지는 대화와 협력을 통해 아시아의 평화와 안보를 이루는 것에 기초한다.

## 배경
1992년 10월 5일 뉴욕, 제47차 유엔 총회에서 CICA는 카자흐스탄 초대 대통령인 누르술탄 나자르바예프에 의해 처음 제안되었다. 이 이니셔티브의 배경에는 아시아의 평화 및 안전 보장과 보다 효율적이고 수용 가능한 구조를 구축하려는 열망이 있었다. 세계의 다른 지역들과 달리, 아시아는 그 당시에 그러한 구조를 가지고 있지 않았고 적절한 구조를 만들기 위한 이전의 시도들은 그다지 성공적이지 못했다. 이로  이 제안은 많은 아시아 국가들로부터 환영을 받았다. 이후 7년 동안 CICA 소집과 기본 문서 초안을 논의하기 위한 일련의 회의가 이해관련국들 사이에서 열렸다.
1999년 9월 14일, 제1차 외무장관 회의는 15개 회원국이 참여한 가운데 열렸다. 이 회의에서 CICA 회원국 간의 관계를 지도하는 원칙에 관한 선언이 채택되었다.
2002년 6월 4일, 제1차 정상회담은 16개 회원국이 참여하였고, CICA 헌장인 알마티법이 채택되었다. 이 회담은 9.11테러에 영향을 받아 개최되었다. 따라서, 대테러 문제는 CICA의 중요한 이슈가 되었고, 이 주제는 이후 회의까지 이어졌다.
2004년 제2차 외무장관 회의에서는 CICA 신뢰구축 조치 목록과 CICA 절차규칙이 채택되었다. 2006년 제2차 정상회의에서 태국과 대한민국을 신규 회원국으로 인정하고 상설 사무국을 신설하기로 결정하였다. 2008년 제3차 외무장관 회의에서 요르단과 아랍에미리트가 새 회원국으로 승인되었다. 2010년 제3차 정상회의에서 튀르키예는 카자흐스탄의 창립 의장으로부터 CICA 의장직을 인계 받았다. 제3차 정상회담에서 이라크와 베트남을 새로운 회원국으로 인정하고 CICA 협약을 채택했다. 바레인과 캄보디아는 2011년, 방글라데시와 카타르는 2014년, 스리랑카는 2018년, 쿠웨이트는 2022년에 가입했다.

## 회원국
회원국 (28)
- 아프가니스탄
- 아제르바이잔
- 바레인
- 방글라데시
- 캄보디아
- 중국
- 이집트
- 인도
- 이란
- 이라크
- 이스라엘
- 요르단
- 카자흐스탄
- 키르기스스탄
- 쿠웨이트
- 몽골
- 팔레스타인
- 카타르
- 러시아
- 대한민국
- 스리랑카
- 타지키스탄
- 태국
- 튀르키예
- 아랍에미리트
- 우즈베키스탄
- 베트남

 옵서버 (9)
- 벨라루스
- 인도네시아
- 일본
- 라오스
- 말레이시아
- 필리핀
- 투르크메니스탄
- 우크라이나
- 미국

 옵서버 단체 및 기구 (5)
- 국제이주기구
- 아랍 연맹
- 유럽 안보 협력 기구

- 튀르크 국가 의원 총회
- 유엔

비회원국, 비옵서버 아시아 국가 (17)
- 아르메니아
- 브루나이
- 키프로스
- 조지아
- 레바논
- 몰디브
- 미얀마
- 네팔
- 조선민주주의인민공화국
- 오만
- 사우디아라비아
- 싱가포르
- 시리아
- 대만
- 동티모르
- 예멘

## 의장국
- 카자흐스탄(2002년–2010년)[5]
- 튀르키예 (2010년–2014년)[6]
- 중국 (2014년–2018년)
- 타지키스탄 (2018년–2020년)
- 카자흐스탄 (2020년–2024년)[7]

## 정상회담
- 2002년 정상회담
- 2006년 정상회담
- 2010년 정상회담
- 2014년 정상회담
- 2019년 정상회담
- 2022년 정상회담

## 외무장관회의
- 1999년 외무장관회의
- 2004년 외무장관회의
- 2008년 외무장관회의
- 2012년 외무장관회의
- 2017년 장관급 25주년 기념식

## 같이 보기
- 아시아 협력 대화
- 상하이 협력 기구
- 아시아 유럽 정상회의